# Gare de Lamothe-Landerron
Gare de Lamothe-Landerron – przystanek kolejowy w Lamothe-Landerron, w departamencie Żyronda, w regionie Nowa Akwitania, we Francji.
Został otwarty w 1855 przez Compagnie des chemins de fer du Midi et du Canal latéral à la Garonne. Jest przystankiem Société nationale des chemins de fer français (SNCF), obsługiwanym przez pociągi TER Aquitaine

## Położenie
Znajduje się na wysokości 21 m n.p.m., na 66,822 km linii Bordeaux – Sète, pomiędzy stacjami La Réole i Sainte-Bazeille.

## Linie kolejowe
- Bordeaux – Sète